# Büdlich
Büdlich là một xã ở huyện Bernkastel-Wittlich, trong bang Rheinland-Pfalz, Xã Büdlich có diện tích 4,02 km², dân số thời điểm ngày 31 tháng 12 năm 2006 là 203 người.